# 白则林
白则林（藏語：འབེ་རྩེ་གླིང་།），印度阿鲁纳恰尔邦西卡门县噶拉塘乡（开拉克塘乡）的一个居民点，地处丹希利河东岸，人口203人。目前该地属于中华人民共和国与印度领土争议地区，中国将其划归西藏自治区山南市错那市管辖，是中华人民共和国民政部第四批增补藏南地区公开使用地名中的一个。